# Concentratiegebied

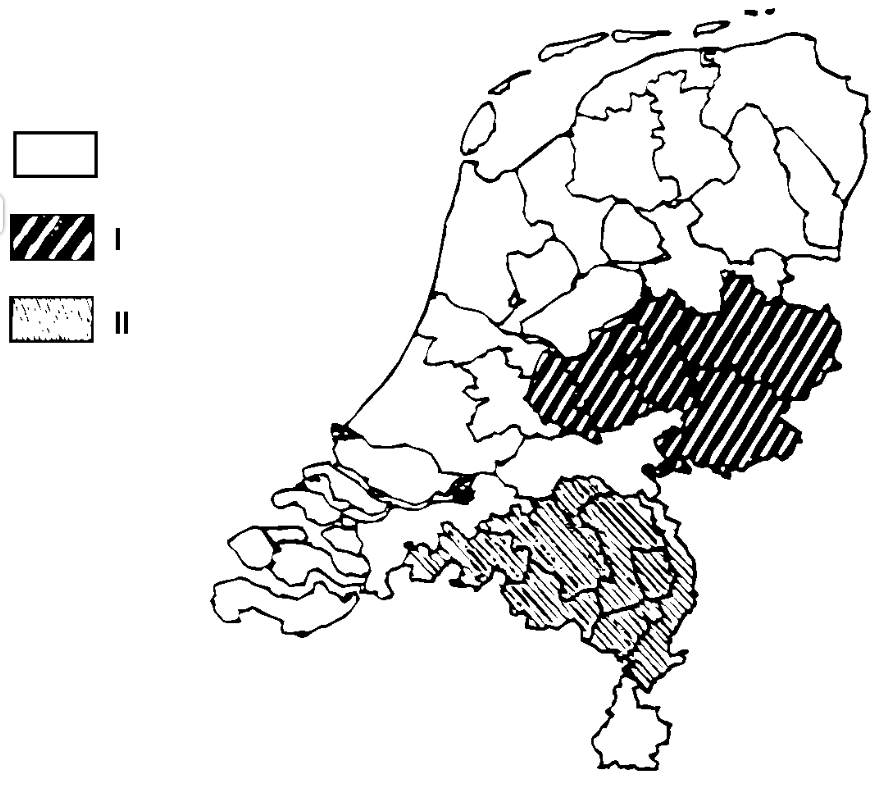
Concentratiegebieden Oost (I) en Zuid (II) zoals beschreven in de Meststoffenwet, bijlage I

Vanuit de Meststoffenwet kent Nederland twee concentratiegebieden: concentratiegebied Zuid en concentratiegebied Oost, die gekenmerkt worden door een grote hoeveelheid intensieve veehouderijbedrijven. De gebieden bestaan uit delen van de provincies Limburg, Noord-Brabant, Gelderland, Utrecht en Overijssel. Voor deze gebieden gelden veelal aparte wettelijke regels en normen, bijvoorbeeld met betrekking tot het bepalen van geurhinder (Wet geurhinder en veehouderij) of het verhandelen van dierrechten.

## Ontstaan
Vanaf de jaren 1950 kende de Nederlandse landbouw een spectaculaire groei door specialisatie, schaalvergroting en intensivering. In gebieden waar de grond niet geschikt is voor akkerbouw werden bedrijven door de overheid aangemoedigd zich volledig toe te leggen op veehouderij. Dankzij de toenemende mogelijkheden om veevoer te importeren konden de varkens- en pluimveehouderij zich in deze gebieden ontpoppen tot intensieve grondloze bedrijven.

## Problemen
Door de concentratie van vele intensieve bedrijven in een relatief klein gebied kampen de gebieden met mineralenoverschotten, ammoniakemissie en geuroverlast. Milieuproblemen als verzuring, vermesting en verdroging hebben ernstige gevolgen voor de kwaliteit van bodem, water en lucht. Deze milieuproblemen worden versterkt door het feit dat een aanzienlijk areaal bos- en natuurgebied en gebieden met grote landschappelijke waarde in de concentratiegebieden zijn gelegen.
Naast de milieuproblemen zorgt de hoge concentratie van dieren op een relatief klein oppervlak ook voor veterinaire risico's. De varkenspestepidemie in 1997 liet dat duidelijk zien: door de vele contacten tussen bedrijven bleek te ziekte lastig te stoppen.